# Playa Las Cadenas
La Playa Las Cadenas está ubicada en la comuna de Algarrobo, Región de Valparaíso, Chile. Su nombre se debe a las cadenas que bordean el paseo peatonal frente a la playa, que, según se cuenta, fueron rescatadas de un barco hundido frente a la misma bahía.[cita requerida] Esta playa es una de las visitadas de la comuna durante el verano, ya que se encuentra a pasos del centro de Algarrobo y está rodeada por numerosos comercios, hostales y restaurantes, además de juegos infantiles de temporada.